# 1755
1755 (MDCCLV) var ett normalår som började en onsdag i den gregorianska kalendern och ett normalår som började en söndag i den julianska kalendern.

## Händelser

### April

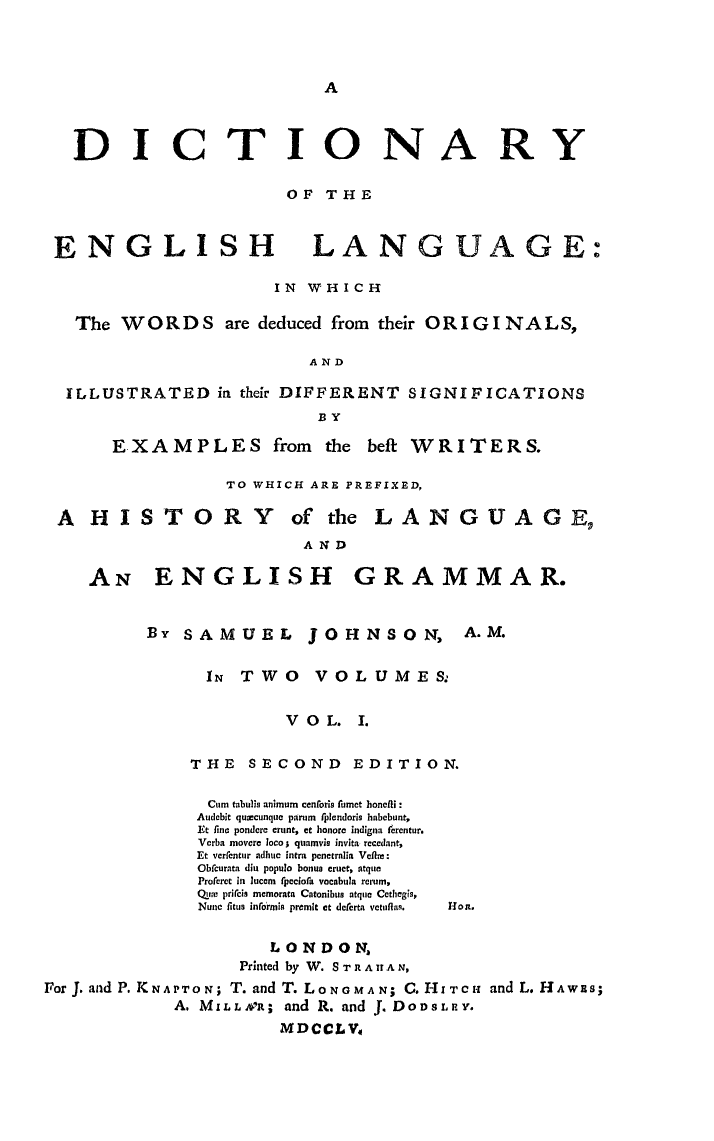
A Dictionary of the English Language

- 15 april – Samuel Johnsons ordbok A Dictionary of the English Language utkommer.[1]
- 29 april – Frihetskämpen Pasquale Paoli återvänder till Korsika.[2]

### Maj
- 15 maj – Den spanske militären Tomás Sánchez grundar bosättningen Villa San Agustín de Laredo i Nya Spanien som senare utvecklades till staden Laredo i Texas.[3]

### Juni
- 16 juni – Den franska skansen Fort Beauséjour faller i brittiska händer i fransk-indianska kriget.[4]
- 27 juni – Iyoas I blir Etiopiens kejsare när hans far Iyasu II avlider.[5]

### September
- 20 september – En arbetsplatsolycka föranleder avbrott i byggandet av Polhems slussled förbi Fallen i Trollhättan.

### November

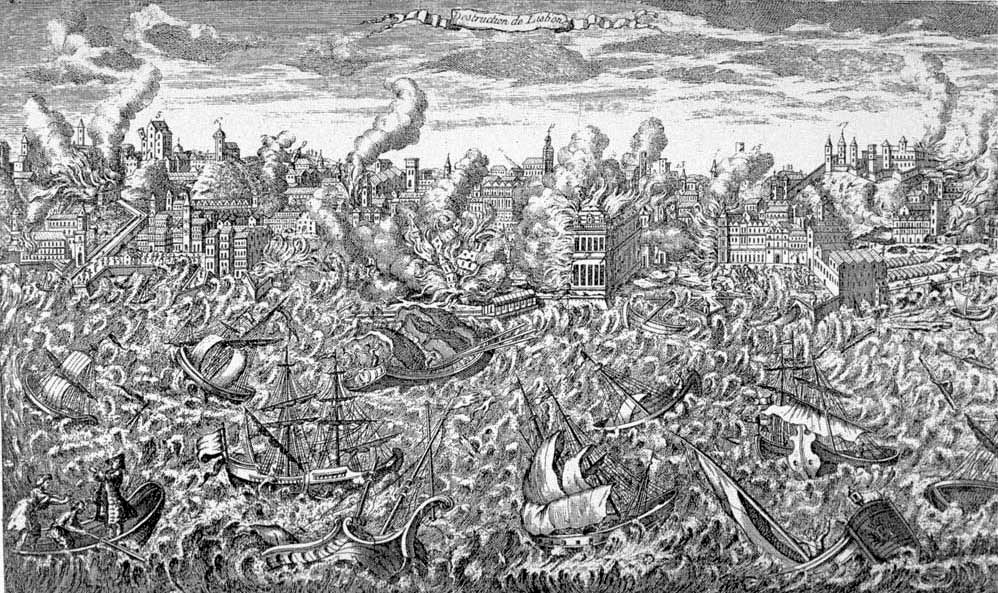
Jordbävningen i Lissabon

- 1 november – En jordbävning som enligt moderna uppskattningar mäter 8.7 på Richterskalan ödelägger Lissabon.
- November – De svenska ständerna förklarar att kungens samtycke inte behövs för att rådets beslut skall drivas igenom. Detta leder till tumult i bondeståndet, det så kallade nävakriget. Eftersom kungens samtycke inte behövs skall man utforma en namnstämpel med hans namn, för att kunna underteckna beslut.

### Okänt datum
- Kölhalning förbjuds i Sverige.[6]
- En svensk riksdagskommission tillsätts för att uppspåra stämplingar mot regeringssättet.

En ärlig svensk

- Hattidskriften En Ärlig Svensk, Sveriges första politiska tidskrift (utgiven veckovis), ges ut av censor librorum Niklas von Oelreich.
- Cajsa Wargs kokboksklassiker Hjelpreda i hushållningen för unga fruentimber utkommer.
- Lilla Barnhuset grundas i Stockholm. Här skall man ta hand om barn från 0 till 6 års ålder, varefter de skickas över till Stora Barnhuset.

## Födda

### Första kvartalet

#### Januari
- 4 januari – Louis Ramond de Carbonnières, fransk botaniker, geolog och politiker.
- 7 januari – Stephen Groombridge, brittisk astronom.
- 16 januari – Lorentz Lunderberg, svensk medaljkonstnär.
- 21 januari – Harald Åkerstein, svensk militär.
- 28 januari
  - Fredrik von Platen, svensk militär.
  - Samuel Thomas von Sömmerring, tysk anatom och fysiolog.

#### Februari
- 6 februari – Henry Bone, brittisk konstnär.
- 8 februari – James Graham, 3:e hertig av Montrose, brittisk politiker.
- 12 februari – Nils Kjellin, svensk teolog.
- 14 februari – Henry Phipps, 1:e earl av Mulgrave, brittisk politiker.
- 15 februari – Jean-Nicolas Corvisart, fransk läkare.
- 16 februari – Friedrich Wilhelm von Bülow, tysk militär.

#### Mars
- 6 mars
  - Jean-Pierre Claris de Florian, fransk författare.
  - Joseph de Puisaye, fransk greve och militär.
- 11 mars – Caterina Cavalieri, italiensk operasångare.
- 24 mars – Rufus King, amerikansk politiker och diplomat, senator 1789–1796 och 1813–1825.
- 30 mars – Jacques Garnier, fransk politiker.
- 31 mars – Vilhelm von Rosenheim, svensk diplomat och dramatiker.

### Andra kvartalet

#### April
- 1 april – Jean Anthelme Brillat-Savarin, fransk advokat, kokboksförfattare och politiker.
- 4 april – Erik Grape, svensk präst, topograf och kopparstickare.
- 7 april – Donatien-Marie-Joseph de Rochambeau, fransk vicomte och militär.
- 8 april – Germund Ludvig Cederhielm, svensk diplomat och militär.
- 10 april – Samuel Hahnemann, tysk läkare.
- 11 april – James Parkinson, brittisk kirurg, geolog och paleontolog.
- 12 april – Niclas Ebel, svensk köpman.
- 13 april – Önnert Jönsson, svensk sjömilitär.
- 16 april – Élisabeth Vigée Le Brun, fransk målare.
- 19 april – Jonas Lidströmer, svensk ingenjör och byggmästare.
- 26 april
  - Carl Borgenstierna, svensk militär.
  - Bengt Euphrasén, svensk botanist.
  - Johan Daniel Lundmark, svensk läkare och konstnär.
- 27 april – William Chamberlain, amerikansk federalistisk politiker, kongressledamot 1803–1805 och 1809–1811.

#### Maj
- 10 maj – Robert Gray, amerikansk upptäcktsresande.
- 11 maj – Jean André Amar, fransk politiker.
- 16 maj – Axel Gabriel Leijonhufvud, svensk friherre och militär.
- 19 maj – Jonas Noring, svensk diplomat och målare.
- 25 maj – Caspar Trendelenburg, svensk läkare, professor i obstetrik.
- 30 maj – Jean-François Collin d'Harleville, fransk dramatiker.

#### Juni
- 2 juni – Claes Didrik Koskull, svensk friherre och militär.
- 6 juni – Olof Wallquist, svensk biskop och politiker.
- 8 juni – Johan Fredrik Martin, svensk konstnär.
- 10 juni – Andrew Gregg, amerikansk politiker, senator 1807–1813.
- 11 juni – Jean-Louis Marie Poiret, fransk botaniker och upptäcktsresande.
- 18 juni – Louise-Rosalie Dugazon, fransk skådespelare.
- 19 juni – Georg Gedda, svensk militär.
- 24 juni – Anacharsis Cloots, fransk politiker.
- 27 juni – Niels Ditlev Riegels, dansk författare.

### Tredje kvartalet

#### Juli
- 1 juli – Christian Friedrich von Glück, tysk jurist.
- 3 juli – Theodor von Reding, schweizisk militär.
- 5 juli – Sarah Siddons, brittisk skådespelare.
- 6 juli – John Flaxman, brittisk skulptör.
- 8 juli – John Condit, amerikansk politiker, senator 1803–1809 och 1809–1817.
- 22 juli – Gaspard de Prony, fransk baron och ingenjör.
- 27 juli – Benjamin Howland, amerikansk politiker, senator 1804–1809.

#### Augusti
- 3 augusti
  - Nicholas Gilman, amerikansk politiker, senator 1805–1814.
  - Claes Horn, svensk greve och militär.
- 4 augusti – Nicolas-Jacques Conté, fransk militär, målare och uppfinnare.
- 16 augusti – Claes Adam Wachtmeister, svensk greve och sjömilitär.
- 17 augusti – Thomas Stothard, brittisk konstnär.
- 20 augusti – Toussaint-Bernard Émeric-David, fransk arkeolog och konsthistoriker.
- 21 augusti – Christian Adolph Overbeck, tysk poet.
- 22 augusti – Lars Gustaf Tersmeden, svensk militär.
- 29 augusti – Jan Henryk Dąbrowski, polsk militär.

#### September
- 1 september – Adolf Ludvig Stierneld, svensk friherre och politiker.
- 4 september – Axel von Fersen, svensk greve och riksmarskalk.
- 10 september – Bertrand Barère, fransk politiker.
- 13 september – Oliver Evans, amerikansk mekaniker.
- 14 september – William Bradford, amerikansk politiker, USA:s justitieminister 1794–1795.
- 17 september – William Cathcart, 1:e earl Cathcart, brittisk diplomat och militär.
- 21 september – Charles Pictet de Rochemont, schweizisk diplomat, militär och politiker.
- 24 september
  - Robert Lefèvre, fransk målare.
  - John Marshall, amerikansk jurist och politiker, chefsdomare i USA:s högsta domstol 1801–1835.
- 26 september – Hans Henric von Essen, svensk greve och militär.

### Fjärde kvartalet

#### Oktober
- 2 oktober – Hannah Adams, amerikansk författare.
- 4 oktober – Olof Agrell, svensk reseskildrare.
- 16 oktober – Petrus Serén, svensk arkitekt.
- 21 oktober
  - Caleb Hillier Parry, brittisk läkare.
  - Antoine Chrysostome Quatremère de Quincy, fransk konsthistoriker och politiker.
- 25 oktober – François Joseph Lefebvre, fransk militär.
- 28 oktober – Jacques-Julien Houtou de Labillardière, fransk botaniker.

#### November
- 2 november – Marie-Antoinette, drottning av Frankrike.
- 6 november – Stanisław Staszic, polsk filosof och författare.
- 10 november – Franz Anton Ries, tysk violinist.
- 11 november – Genoveva Ricaurte Mauris, colombiansk frihetskämpe och spion.
- 12 november – Gerhard von Scharnhorst, preussisk militär.
- 16 november
  - Joachim Daniel Preisler, dansk skådespelare.
  - James Sheafe, amerikansk politiker, senator 1801–1802.
- 17 november – Ludvig XVIII, kung av Frankrike 1814–1815 och 1815–1824.
- 22 november – Elisabeth Maria Post, nederländsk författare.
- 26 november – Gustaf Ulfvenklou, svensk mystiker.

#### December
- 1 december – Carl Mörner, svensk greve och militär.
- 3 december – Gilbert Stuart, amerikansk konstnär.
- 4 december – Jacob Tengström, ärkebiskop i Åbo ärkestift inom Evangelisk-lutherska kyrkan av Finland 1817–1832.
- 20 december – Georg Zoëga, dansk arkeolog och numismatiker.
- 31 december
  - Thomas Grenville, brittisk diplomat och politiker.
  - Nicolas Halma, fransk professor.

## Avlidna

### Första kvartalet

#### Januari
- 6 januari – Casper Gyllenbååt, 80, svensk ämbetsman.

#### Februari
- 8 februari – Niccolò Coscia, 73, italiensk kardinal.
- 9 februari – Wilhelm Gyllenskepp, 77, svensk sjömilitär.
- 10 februari – Charles-Louis de Secondat Montesquieu, 66, fransk författare och politisk filosof.
- 11 februari – Scipione Maffei, 79, italiensk humanist och dramatiker.
- 25 februari – Axel Johan Gripenhielm, 68, svensk militär.
- 28 februari – Nicolas IV de Larmessin, 71, fransk kopparstickare.

#### Mars
- 1 mars – Marianna Althann, 65, österrikisk grevinna.
- 2 mars – Louis de Rouvroy, hertig av Saint-Simon, 80, fransk diplomat, militär och memoarförfattare.
- 6 mars – Harald Hasselgren, 78, svensk professor och präst.
- 23 mars – Carl Henrik Wrangel, 74, svensk friherre och militär.
- 25 mars – Jonas Unge, 74, svensk präst och politiker.

### Andra kvartalet

#### April
- 2 april – Per Gudmund Lindencrona, 47, svensk ämbetsman.
- 21 april – Jakob Ankarcrona, 61, svensk politiker.
- 30 april – Jean-Baptiste Oudry, 69, fransk konstnär.

#### Maj
- 19 maj – Jakob Spens, 44, svensk greve och ämbetsman.
- Johann Georg Gmelin den yngre, 45, tysk naturforskare och resande.

#### Juni
- 10 juni – Lars Benzelstierna, 75, svensk mineralog.
- 27 juni – Iyasu II, 31, kejsare av Etiopien.

### Tredje kvartalet

#### Juli
- 4 juli – John Cennick, 36, brittisk predikant.
- 13 juli – Edward Braddock, 60, brittisk militär.
- 17 juli – Marie Elisabeth av Schleswig-Holstein-Gottorp, 77, regent av Quedlinburg.
- 25 juli – Johan Browallius, 47, svensk naturvetenskapsman, teolog och politiker, biskop i Åbo stift.

#### Augusti
- 6 augusti – Johann Caspar Wetzel, 64, tysk hymnolog.
- 24 augusti – Axel Gabriel Oxenstierna, 76, svensk greve, astronom och militär.

#### September
- 29 september – Albrecht Gerner, 74, svensk adelsman och militär.
- 30 september – Francesco Durante, 71, italiensk kompositör.

### Fjärde kvartalet

#### Oktober
- 16 oktober – Gerardo Maiella, 29, italienskt helgon.
- 18 oktober – Eric Mathias von Nolcken, 61, svensk friherre och diplomat.
- 23 oktober – Sten Coyet, 67, svensk friherre och politiker.

#### November
- 23 november – Jacques Caffieri, 77, fransk skulptör.
- 25 november – Johann Georg Pisendel, 67, tysk kompositör.

#### December

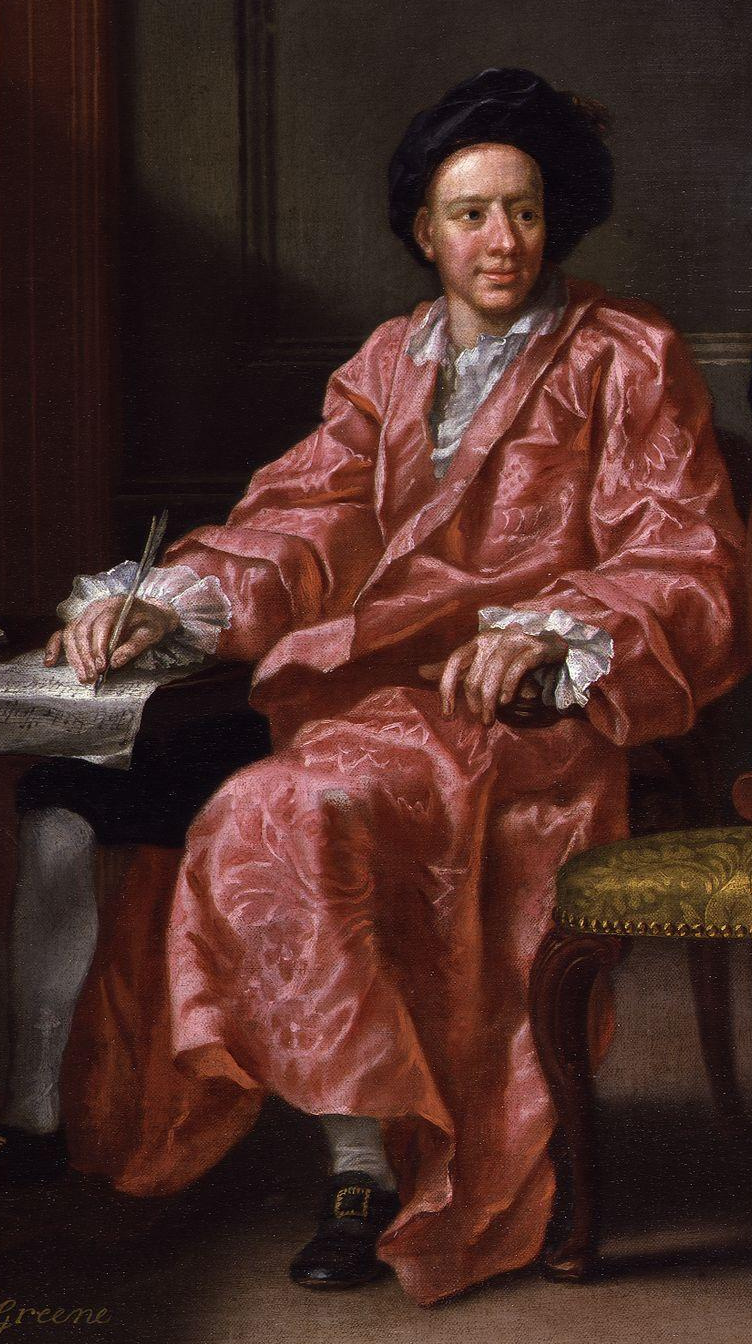
Den brittiske kompositören Maurice Greene avled den 1 december, 59 år gammal.

- Den brittiske kompositören Maurice Greene avled den 1 december, 59 år gammal.1 december – Maurice Greene, 59, brittisk kompositör.
- 5 december
  - Laurentius Brodin, 68, svensk präst.
  - William Cavendish, 3:e hertig av Devonshire, 57, brittisk adelsman och politiker.
- 8 december – Anastasija Trubetskaja, 55, rysk hovdam.
- 22 december – Albertina Fredrika av Baden-Durlach, 73, tysk prinsessa.
- 29 december – Gabrielle-Suzanne Barbot de Villeneuve, 70, fransk författare.

### Fotnoter
1. ↑  ”15 April 1755: Samuel Johnson publishes his Dictionary” (på engelska). Moneyweek. 15 april 2020. https://moneyweek.com/387781/15-april-1755-samuel-johnson-publishes-his-dictionary. Läst 5 september 2024.
2. ↑  ”Paoli, Pascal, Philippe, Antoine (also known as Pasquale Paoli)” (på engelska). Napoleon.org. https://www.napoleon.org/en/history-of-the-two-empires/biographies/paoli-pascal-philippe-antoine-also-known-as-pasquale-paoli/. Läst 5 september 2024.
3. ↑  ”History of Laredo, TX” (på engelska). University Rooms. https://www.universityrooms.com/en-GB/city/laredo/home/?tab=history. Läst 5 september 2024.
4. ↑  ”The Siege of 1755 - Fort Beauséjour” (på engelska). Parks Canada. https://parks.canada.ca/lhn-nhs/nb/beausejour/culture/histoire-history/siege-1755. Läst 5 september 2024.
5. ↑  ”Emperor Iyasu II” (på engelska). British Museum. https://www.britishmuseum.org/collection/term/BIOG182264. Läst 5 september 2024.
6. ↑  ”Historiesajten 13 mars 2006 – Brott och straff i gångna tider”. Arkiverad från originalet den 14 januari 2020. https://web.archive.org/web/20200114065735/https://www.historiesajten.se/handelser2.asp?id=27. Läst 19 oktober 2019.